# پارک ملی تا پرایا
پارک ملی تا پرایا (انگلیسی: Ta Phraya National Park) منطقه‌ای حفاظت‌شده در انتهای شرقی رشته‌کوه سانکامپنگ است که در منطقه‌ای قرار دارد که این کوه‌ها به رشته‌کوه دانگ‌ریک می‌رسند، نزدیک به مرز تایلند و کامبوج. این پارک عمدتاً در منطقه تا پرایا از استان سا کایو واقع شده است که از آن نام‌گذاری شده است، اگرچه پارک شامل بخش‌هایی از مناطق بان کروات، نون دین دنگ و لاهار سای از استان بوریرام نیز می‌شود. مساحت پارک ۳۷۱٬۲۵۰ رای (~ ۵۹۴ کیلومتر مربع) است و در شرق پارک ملی پنگ سیدا قرار دارد. این پارک در سال ۱۹۹۶ تأسیس شد.
ارتفاعات این پارک بین ۲۰۶ متر تا ۵۷۹ متر متغیر است. بلندترین قله این منطقه، کوه پران نوت (ยอดเขาพรานนุช) است. همچنین در منطقه پارک، خرابه‌های معابد معماری خمر مانند پراسات کائو لان وجود دارد.
بین دهه ۱۹۷۰ و ۱۹۹۰ اردوگاه‌های پناهندگان کامبوجی در این منطقه مرزی وجود داشت.

## آب و هوا
آب و هوا معمولاً تحت تأثیر موسمی جنوب‌غربی و شمال‌شرقی قرار دارد. در موسمی جنوب‌غربی از ماه مه تا اکتبر، بادهای مرطوبی از دریای آندامان و خلیج تایلند می‌وزند که باعث بارندگی به میزان حدود ۱–۱٫۴ متر (۳ فوت ۳ اینچ–۴ فوت ۷ اینچ) در سال می‌شود. وضعیت آب و هوا شامل سه فصل است: تابستان از فوریه تا آوریل؛ فصل بارانی از مه تا اکتبر؛ زمستان از نوامبر تا ژانویه. دمای متوسط ۳۹٫۸ درجه سلسیوس (۱۰۳٫۶ درجه فارنهایت) و کمترین دما ۱۴٫۳ درجه سلسیوس (۵۷٫۷ درجه فارنهایت) است.